# Kirkkosaaret (ö i Jyväskylä, Kuusijärvi)
Kirkkosaaret är en ö i Finland. Den ligger i sjön Kuusjärvi och i kommunen Jyväskylä i den ekonomiska regionen  Jyväskylä  och landskapet Mellersta Finland, i den södra delen av landet, 230 km norr om huvudstaden Helsingfors. Öns area är 0,3 hektar och dess största längd är 80 meter i nord-sydlig riktning.  Notera att namnet antyder att det är fråga om flera öar.